# Elizabeth Carey
Elizabeth Carey, Lady Mordaunt, död 1679, var en engelsk agent. Hon är känd för sin verksamhet som agent på rojalistsidan under det engelska inbördeskriget.
Hon blev medlem i det hemliga rojalistiska spionnätverket The Sealed Knot, som verkade under Oliver Cromwells regeringstid. Gruppen grundades förmodligen 1654 och var den enda som hade godkänts av exilkungen Karl II av England. Hon utförde ett antal viktiga uppdrag och bedöms ha spelat en viktig roll i nätverket. 
Hennes dagbok har blivit publicerad. 